# Katie Barberi
Katie Barberi (Saltillo, 22 gennaio 1972) è un'attrice messicana.

## Biografia
Figlia di padre italo-britannico e madre americana, ha studiato sia in Messico sia negli Stati Uniti, dove si è trasferita all'età di dodici anni insieme alla madre, apparendo in tre lungometraggi per la Disney. Dopo aver partecipato ad altri film e telefilm nei Stati Uniti, prende parte a diverse telenovele latinoamericane, tra le quali Grachi nel 2011. Tra il 2014 e il 2015 è impegnata in Emma una strega da favola, remake americano di Grachi.

## Filmografia

### Cinema
- Una pazza giornata di vacanza (Ferris Bueller's Day Off), regia di John Hughes (1986)
- The Garbage Pail Kids Movie, regia di Rod Amateau (1987)
- Yaqui indomable, regia di Fernando Durán Rojas (1995)
- Perdita Durango, regia di Álex de la Iglesia (1997)

### Televisione
- Kids Incorporated - serie TV (1984)
- It's Your Move - serie TV (1985)
- Il mio amico Ricky (Silver Spoon) - serie TV (1985)
- Divorce Court - serie TV (1986)
- The Judge - serie TV (1986)
- Superior Court - serial TV (1986)
- All Is Forgiven - serie TV (1986)
- Beverly Hills Buntz - serie TV (1988)
- The Bronx Zoo - serie TV (1988)
- Freddy's Nightmares - serie TV (1988)
- Not Quite Human II, regia di Eric Luke - film TV (1989)
- Appearances, regia di Win Phelps - film TV (1990)
- Us, regia di Michael Landon - film TV (1991)
- FBI: The Untold Stories - serie TV
- Acapulco Bay - serial TV (1995)
- Ali del destino (Alondra) - serial TV (1995)
- Alguna vez tendremos alas - serial TV (1997)
- Conan (Conan The Adventurer) - serie TV (1997)
- Mi pequeña traviesa - serie TV (1997)
- Mujer, casos de la vida real - serial TV (1997-2000)
- Libera di amare; altro titolo: Il privilegio di amare (El privilegio de amar) - serial TV (1998-1999)
- Por tu amor - serial TV (1999)
- La casa en la playa - serial TV (2000)
- Carita de ángel - serial TV (2000)
- Salomé - serial TV (2001)
- Rebeca - serie TV (2003)
- Inocente de Ti - serial TV (2004)
- El amor no tiene precio - serial TV (2005)
- La marca del deseo - serial TV (2007)
- Doña Bárbara - serial TV (2008)
- El fantasma de Elena - serial TV (2010)
- Bella Calamidades - serial TV (2010)
- Mi corazón insiste... en Lola Volcán - serial TV (2011)
- Grachi - serial TV (149 puntate) (2011-2013)
- Corazón valiente - serial TV (2012)
- Emma una strega da favola (Every Witch Way) - serial TV (2014-2015)
- Eva la Trailera - serial TV (2016)